# Ectropis hiulca
Ectropis hiulca là một loài bướm đêm trong họ Geometridae.